# NN-276
La carretera NN‑276 es una vía departamental secundaria ubicada en el municipio de El Realejo, en el departamento de Chinandega. Tiene una longitud de 2.35 kilómetros y conecta el empalme con la NIC-24A hasta el centro del casco urbano de El Realejo. Su construcción se completó entre 1991 y 1992 como parte de un proyecto de mejora de acceso a zonas portuarias y pesqueras.

## Trazado y cruces
La siguiente tabla muestra su recorrido, localidades y principales conexiones:
| km   | Localidad           | Departamento | Conexión / Ruta |
| ---- | ------------------- | ------------ | --------------- |
| 0.0  | Empalme El Realejo  | Chinandega   | NIC 24A         |
| 2.35 | El Realejo (centro) | Chinandega   |                 |